# Phelsuma serraticauda
Phelsuma serraticauda là một loài thằn lằn trong họ Gekkonidae. Loài này được Mertens mô tả khoa học đầu tiên năm 1963.

## Hình ảnh

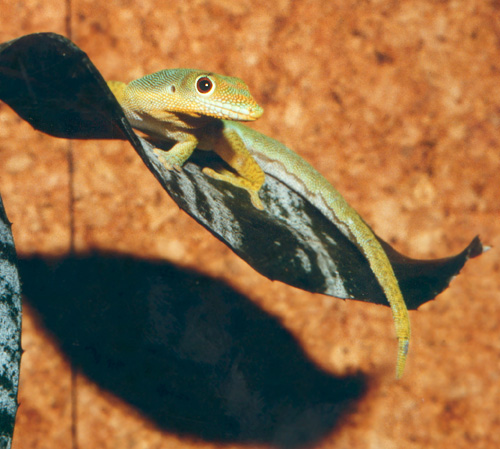